# Президент-Регент

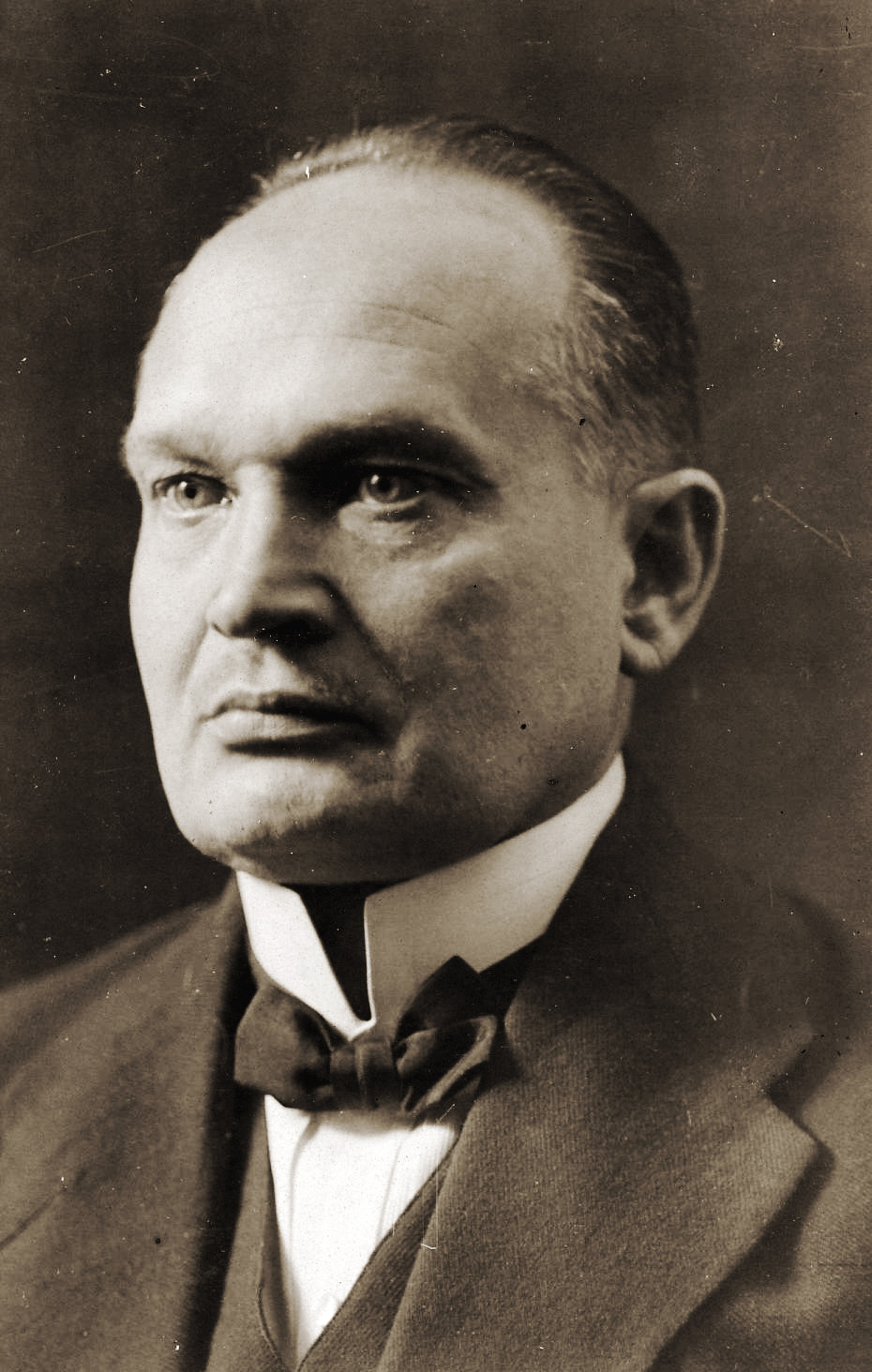
Константин Пятс

Президент-Регент (эст. Riigihoidja) — название главы государства и правительства в Эстонии с 3 сентября 1937 года по 24 апреля 1938 года. Единственным человеком, занимавшим эту должность, был Константин Пятс, ранее пятикратный государственный старейшина. Его возможным преемником считался Йохан Лайдонер.
В соответствии с Законом о поправках к Конституции Эстонии, инициированным гражданской инициативой и одобренным народом на референдуме 14—16 октября 1933 года, который вступил в силу на 100-й день после референдума 24 января 1934 года, государственный старейшина был представителем народа, который исполнял высшую административную власть в государстве. Для управления государством существовало правительство Республики (раздел 57), назначаемое старейшиной и возглавляемое премьер-министром (раздел 64). Постановлением № 173 от 12 марта 1934 года, Константин Пятс продлил действие военного положения на всю территорию государства на 6 месяцев, которое впоследствии было продлено. Во время военного положения выборы государственного старейшины не были организованы, и премьер-министр Константин Пятс занял эту должность.
В соответствии с принятием закона от 17 августа 1937 года Пятс в качестве премьер-министра продолжал исполнять свои обязанности как главы государства. 24 апреля 1938 года Пятс стал первым президентом Эстонии. Он покинул эту должность 23 июля 1940 года, вскоре после ввода в страну советских войск.